# Henry Christy

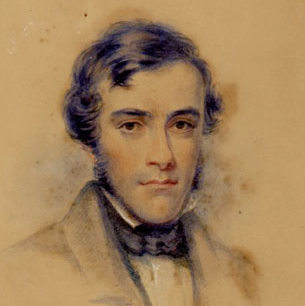
Henry Christy

Henry Christy (Kingston upon Thames, 26 juni 1810 - 4 mei 1865) was een Britse archeoloog, verzamelaar en bankier. Hij was een van de eerste en grootste verzamelaars van archeologische en etnografische voorwerpen uit de eerste helft van de 19e eeuw.

## Zakenman
Christy groeide op in een milieu van quakers  en industrieel ondernemers. Zijn grootvader en na hem zijn vader leidden een familiebedrijf in vilt-en textielfabricage. Henry werd als leerling tewerkgesteld in het familiebedrijf en op 18-jarige naar Stockport gestuurd om een daar gevestigde tak van het bedrijf te leiden. Later werd hij een der directeuren van de London Joint-Stock Bank. Maar zijn interesses reikten verder dan de zakenwereld. Hij was al jong geïnteresseerd in de beeldende kunsten en volgde lessen in tekenen en de Duitse taal. Bovendien bezocht hij bijeenkomsten van de lokale literaire vereniging.

## Wetenschappelijke belangstelling
In 1850 reisde Christy naar het Midden-Oosten, waarschijnlijk voor commerciële doeleinden, waar hij veel voorwerpen verzamelde en waar zijn belangstelling in andere culturen definitief werd gewekt. Zo kwam tijdens deze rondreis een bepaald type Turkse handdoek onder zijn aandacht dat hij in zijn bedrijf na liet maken en die hij in 1851 in Londen onder grote, ook koninklijke, belangstelling tentoonstelde tijdens de Great Exhibition, de eerste wereldtentoonstelling in het Crystal Palace. Door deze tentoonstelling raakte Christy ervan overtuigd dat hij de rest van zijn leven aan reizen en onderzoek moest besteden, waarbij hij uitgebreide, hoofdzakelijk archeologische verzamelingen zou aanleggen die de vroegste geschiedenis van de mens konden illustreren. Ook wapens en werktuigen van eigentijdse rude and primitive tribes fascineerden hem omdat volgens zijn visie die voorwerpen de grote overeenkomsten aantoonden tussen het leven van de verdwenen primitieve mensenrassen en de 'wilden' die in de 19e eeuw nog overal op de wereld werden aangetroffen.

## Archeologisch onderzoek
Christy reisde onder meer naar Noorwegen, Zweden, Denemarken, Mexico en Canada. In Mexico kwam hij in contact met de jonge student Edward Burnett Tylor, eveneens een quaker, die later de eerste hoogleraar in de antropologie aan de Universiteit van Oxford zou worden. Maar Christy zal altijd verbonden blijven met de archeologische ontdekkingen van vroege menselijke resten in Frankrijk. Toen Boucher de Perthes in 1858 in Frankrijk en Engeland vuurstenen werktuigen vond werd het bewijs geleverd van de grote ouderdom van de mensheid. Cristy werd in datzelfde jaar lid van de Geological Society en reisde af naar Frankrijk met zijn vriend Édouard Lartet  waar ze talloze grotten onderzochten in de vallei van de Vézère, een zijrivier van de Dordogne. Zijn grote financiële injecties in het project leidden in 1868 tot de ontdekking van de cro-magnonmens in een grot nabij Les Eyzies door Louis Lartet, de zoon van Édouard. Christy maakte dit niet meer mee. Hij stierf in 1865 aan een acute longaandoening.

## Verzamelingen
Christy had een enorme verzameling prehistorische werktuigen aangelegd die na zijn dood vermaakt werd aan de Britse staat. Ze werd ondergebracht bij het British Museum waar de duizenden voorwerpen nog altijd deel uitmaken van de collectie. Zijn privécollectie voorwerpen die afkomstig was van tribale culturen raakte verspreid. Zijn objecten bevinden zich momenteel in de collecties van verscheidene musea en particuliere verzamelaars. Door vroege ruiltransacties tussen het British Museum en het Ethnographisch Museum Artis zijn ook voorwerpen uit Christy's verzameling aanwezig in het Wereldmuseum in Amsterdam.